# 30mm kanón typu 5
30mm kanón typu 5 byl letecký kanón ráže 30 milimetrů Japonského císařského námořního letectva zavedený do výzbroje koncem druhé světové války. Jednalo se o japonskou konstrukci s lepšími výkony než měly 30mm kanóny typu 2, založené na konstrukci firmy Oerlikon, a 30mm Ho-155 založený na konstrukci Browning, ačkoliv byl podstatně těžší. Kanón typu 5 se měl stát standardní výzbrojí stíhacích letounů japonského námořnictva – například se čtyřmi kusy plánovanými ve výzbroji J7W Šinden – ale do konce války se objevil jen v několika málo letounech, včetně variant Micubiši J2M a Jokosuky P1Y.